# Schickard (hố)

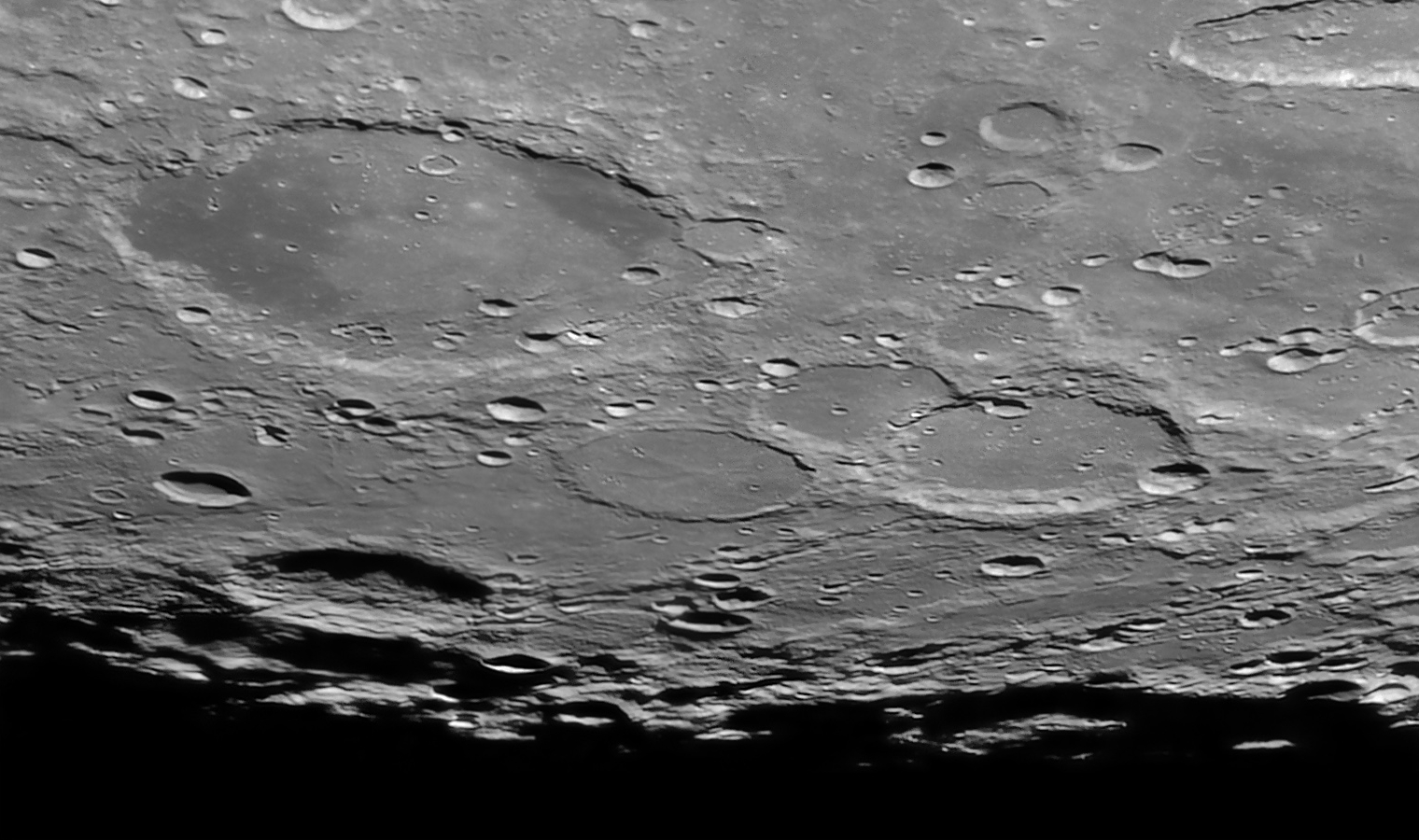
Tầm nhìn từ Trái Đất của hố Schickard ở trái trên. Hố Nasmyth, hố Phocylides, và hố Wargentin nằm ở bên phải.

Schickard là một hố Mặt Trăng (hố va chạm). Hố nằm ở vùng tây nam của Mặt Trăng, gần vành Mặt Trăng. Vì vị trí này, hố xuất hiện hình thuôn khi được phóng đại. Tiếp giáp ở vành bắc là hố Lehmann, và ở đông bắc là hố nhỏ hơn Drebbel. Phía tây nam của hố Schickard là hố Wargentin, là hố có thềm dung nham.
Schickard có vành bị mòn và bị đè lên bởi nhiều hố va chạm nhỏ. Nổi bật nhất trong số chúng là Schickard E ở vành đông nam. Một phần thềm hố Schickard là có dung nham, khiến phần tây nam không bị che phủ và có địa hình nhấp nhô.
Thềm hố Schickard được đánh dấu bởi một mặt phẳng hình tam giác có suất phản chiếu, điều này làm phần phía bắc và đông nam bị tối đi một phần. Tính chất này sẽ càng dễ nhìn thấy hơn khi Mặt Trời ở một góc cao tương đối. Hố có vài hố va chạm nhỏ xuất hiện ở thềm hố, dễ thấy ở vùng tây nam.

## Hố vệ tinh
Theo quy ước, những tính chất này được xác định trên bản đồ bằng cách đặt từng chữ cái là tâm của các hố vệ tinh gần với Schickard nhất.
| Schickard | Tọa độ                            | Đường kính, km |
| --------- | --------------------------------- | -------------- |
| A         | 46°52′N 53°43′T / 46,87°N 53,71°T | 14             |
| B         | 43°44′N 52°15′T / 43,74°N 52,25°T | 14             |
| C         | 45°52′N 56°00′T / 45,86°N 56°T    | 13             |
| D         | 45°46′N 57°43′T / 45,77°N 57,72°T | 9              |
| E         | 47°17′N 51°40′T / 47,28°N 51,67°T | 33             |
| F         | 48°00′N 53°52′T / 48°N 53,86°T    | 14             |
| G         | 43°02′N 58°59′T / 43,04°N 58,98°T | 12             |
| H         | 43°31′N 62°20′T / 43,52°N 62,34°T | 16             |
| J         | 45°01′N 62°26′T / 45,01°N 62,44°T | 13             |
| K         | 43°52′N 63°54′T / 43,86°N 63,9°T  | 14             |
| L         | 44°07′N 59°48′T / 44,12°N 59,8°T  | 9              |
| M         | 44°11′N 58°59′T / 44,19°N 58,98°T | 9              |
| N         | 41°18′N 54°41′T / 41,3°N 54,69°T  | 7              |
| P         | 42°55′N 48°30′T / 42,91°N 48,5°T  | 94             |
| Q         | 42°44′N 53°03′T / 42,74°N 53,05°T | 6              |
| R         | 44°08′N 53°49′T / 44,13°N 53,82°T | 5              |
| S         | 46°40′N 56°48′T / 46,66°N 56,8°T  | 16             |
| T         | 44°49′N 50°22′T / 44,81°N 50,37°T | 5              |
| W         | 45°07′N 58°11′T / 45,12°N 58,19°T | 8              |
| X         | 43°33′N 51°16′T / 43,55°N 51,26°T | 8              |
| Y         | 47°26′N 57°36′T / 47,44°N 57,6°T  | 5              |